# Elezioni parlamentari in Estonia del 2011
Le elezioni parlamentari in Estonia del 2011 si tennero il 6 marzo per il rinnovo del Riigikogu. In seguito all'esito elettorale, Andrus Ansip, espressione del Partito Riformatore Estone, fu confermato Primo ministro; nel 2015 fu sostituito da Taavi Rõivas.

## Risultati
| Liste                                    | Voti    | %     | Seggi |
| ---------------------------------------- | ------- | ----- | ----- |
| Partito Riformatore Estone               | 164 255 | 28,56 | 33    |
| Partito di Centro Estone                 | 134 124 | 23,32 | 26    |
| Unione della Patria e Res Publica        | 118 023 | 20,52 | 23    |
| Partito Socialdemocratico                | 98 307  | 17,09 | 19    |
| Verdi Estoni                             | 21 824  | 3,79  | –     |
| Unione Popolare Estone                   | 12 184  | 2,12  | –     |
| Partito Russo in Estonia                 | 5 029   | 0,87  | –     |
| Partito dei Democratici Cristiani Estoni | 2 934   | 0,51  | –     |
| Partito dell'Indipendenza Estone         | 2 571   | 0,45  | –     |
| Candidati individuali                    | 15 882  | 2,76  | –     |
| Totale                                   | 575 133 | 100   | 101   |